# Jacob Jan Cambier
Pour les articles homonymes, voir Cambier.
Jacob Jan Cambier, né le 29 juin 1756 à Vianen et mort le 4 octobre 1831 à Wassenaar, est un homme politique néerlandais, plusieurs fois ministre pendant la période franco-batave.

## Biographie
Cambier est issu d'une famille régente de Hollande. Son père a été bourgmestre de Vianen. En 1779, Cambier sert brièvement dans une unité de cavalerie puis devient secrétaire de légation à Berlin et exerce les fonctions de chargé d'affaires. Il abandonne cependant rapidement la carrière diplomatique et devient commissaire d'une petite banque de Haarlem en 1782. Partisan des patriotes bataves, il intègre le conseil municipal de la ville en 1783 et devient colonel du corps franc de Haarlem en 1786. 
En 1794, il fonde le club révolutionnaire de Haarlem et joue un rôle déterminent pendant la Révolution batave de janvier 1795 en poussant les régents de la ville à démissionner. Il devient bailli du Kennemerland en 1795 à 1798 et est élu, en février 1796, député de Gorinchem à la première assemblée nationale batave. Modéré, il préside l'assemblée du 5 au 19 septembre 1796. Réélu en septembre 1797, il est arrêté lors du coup d'État unitariste du 22 janvier 1798 et emprisonné à la Huis ten Bosch. Il n'est libéré que le 11 août, après un nouveau coup d'État intervenu le 12 juin pour chasser les unitaristes. Le nouveau Directoire batave le nomme administrateur du département de l'Amstel, l'un des départements ayant remplacé la Hollande.
Le 3 mars 1800, Cambier remplace Gerrit Pijman comme ministre de la Guerre, en raison des difficultés rencontrées par celui-ci avec les représentants français, le général Augereau et l'ambassadeur Sémonville. Après la mise en place de la Régence d'État en 1801, Cambier est nommé à l'assemblée départementale de Hollande, dont il démissionne en 1804. Louis Bonaparte, nouveau roi de Hollande, le nomme représentant du département de la Hollande au Corps législatif le 4 octobre 1806. Le 22 mai, Louis le nomme ministre de la Justice et de la Police ainsi que ministre des Indes et du Commerce le 10 juillet. Du 8 janvier 1808 au 2 mars 1810, il est vice-président du Conseil d'État, avec rang de ministre. Il devient à cette date ministre de la Guerre jusqu'à l'annexion de la Hollande par la France, effective le 1er janvier 1811. En juillet 1810, C'est lui qui a la charge d'accueillir le maréchal Oudinot à Amsterdam lorsque celui-ci prend possession de la Hollande au nom de Napoléon Ier après l'abdication de Louis. Compétent et honnête, Napoléon le nomme député au Corps législatif.
Après la chute de l'Empire en 1814, le prince Guillaume d'Orange l'envoie à comme ambassadeur à Madrid et le nomme à la première chambre des États généraux des Pays-Bas le 16 juillet 1816.

## Titres et décorations
- Commandeur de l'ordre de l'Union, 25 novembre 1807
- Grand-croix de l'ordre de l'Union, 3 février 1808
- Grand-croix de l'ordre de la Réunion, 22 février 1812
- Commandeur de l'ordre du Lion néerlandais, 1815